# 이근삼 (신학자)
이근삼(李根三, 1923년 10월 28일~2007년 1월 14일) 대한민국의 목회자이며 신학자였다. 고신대학교에서 조직신학을 강의하였고 한국의 칼빈주의 신학을 학문적으로 소개한 개혁신학자였다. 고려신학대학원에서 은퇴한 이신철 교수와 고신대학교의 조직신학자 이신열 교수가 그의 아들들이다. 아버지가 개척한 송도제일교회의 이선화 권사는 그의 딸이다. 자유대학교의 교의학 담당 교수인 베르카우어르 박사(Dr. G. C. Berkouwer)가 석사 지도교수였으며, 요한 헤르만 바빙크 박사(Dr. Johan Herman Bavinck)가 그의 박사 지도교수였다. 2023년 12월 2일 고신대학교에서 한국개혁신학회 주최로 이근삼 박사 100주년 기념학술대회를 열었다.

## 약력
- 1946.09.20.  고려신학교 입학(예과 1학년)
- 1951.05.26.  고려신학교 제5회 졸업(예과 2년 + 본과 3년 과정 수학)
- 1951.07-1953.11. 부산 삼일교회 전도사 및 부목사
- 1954.01.20.  미국 Gordon College 전입학(Greek-Bible 학과)
- 1955.05.25.  Gordon College 졸업(B.A.)
- 1955.09.01.  Faith Theological Seminary Senior Class 전입학
- 1957.05.15.  Covenant Theological Seminary 졸업(M.Div., Th.M.)
- 1957.09-1958.05. Westminster Theological Seminary Graduate Studies in Apologetics
- 1958.09.  암스테르담 자유 대학교 (Vrije Universiteit) 입학
- 1962.07.13.  Vrije Universiteit 졸업(Th.D.)
- 1962.12.15.  고려신학교 교수 취임
- 1966.03~1967.02. 고려신학교 교장
- 1971.03.  고려신학대학 교수
- 1972.3 ~ 1978.2 교회문제연구소 소장
- 1978.3 ~ 1979.3 고려신학대학원 원장
- 1979.04.24.~1982.05.10.  고려신학대 학장
- 1983.03~1985.01. Edinburgh University, Free Church College at Edinburgh, Yale University 연구교수
- 1989.09.  총회교육위원회 위원장, 교사통신대학 제3대 학장 취임
- 1991.10.01.  교사통신대학 제5대 학장 취임.
- 1993.03.01.  고신대학교 총장 취임
- 1993.09.  성경통신대학 제2대 학장 취임.
- 1994.02.28.  고신대학교 총장 퇴임 및 명예 교수
- 1994.03.04.  교육부 국민훈장 모란장 수여
- 1994.03.  재미 동부 고려신학교 교수
- 1995.07.17.  가주 고려신학대학원 학장 취임
- 1999.01.01.  Pacific Baptist University 제3대 학장 취임
- 1999.06.01.  Evangelia University 초대 총장 취임

## 저서
- The Christian Confrontation with Shinto Nationalism. Amsterdam: Van Soest, 1962.
- <조직신학 강의안 기독론>. 부산: 고려신학대학출판부, 1971.
- <칼빈, 칼빈주의>. 부산: 고려신학대학출판부, 1972.
- <기독교 윤리와 십계명>, 형설출판사, 1978.
- <조직신학 강의안 구원론>. 부산: 고려신학대학출판부, 1979.
- <개혁주의 신학과 교회>. 서울: 기독교문서선교회, 1985.
- <칼빈주의 특성과 강조점>. 서울: 엠마오출판사, 1986.
- <기독교의 기본교리>. 부산: 고신출판사, 1990.
- <개혁주의 신앙과 문화>. 서울: 도서출판영문, 1991.
- <한국의 개혁주의자 이근삼 전집> 2007.

## 역서
- L. Doekes. Mordern Struggle Against the Truth of Scripture. <현대 성경관 비판>. 부산: 고려신학대학출판부, 1971.
- Henry R. Van Til. The Calvinistic Concept of Culture. <칼빈주의 문화관>. 서울: 성암사, 1977.

## 참고 문헌
- 황대우, ”이근삼 박사의 생애와 신학“, <한국교회를 빛낸 칼빈주의자들> (킹덤북스: 2020), 137-161.
- 이승구, "이근삼 박사의 공헌으로서의  개혁신학과 칼빈주의 개념의 심화와 실천”한국개혁신학회 2023년 발표.

## 같이 보기
- 이신열
- 한상동
- 고신대학교
- 한국의 신학자 목록
- 개혁신학자